# Володимир Дантес
Володимир Дантес (справжнє ім'я Володимир Ігорович Гудков, (28 червня 1988 , Харків )) — український співак, телеведучий, радіоведучий, учасник гурту «ДіО.фільми», що існував до 2015 року. Почав сольну кар'єру під псевдонімом Dantes.

## Біографія

### Ранні роки
Народився в родині міліціонера. Навчався в харківській школі № 36. Закінчив Харківське музичне училище. Навчався на економічному факультеті Національного технічного університету «Харківський політехнічний інститут» (спеціальність — «Фінансове управління бізнесом»).

### «Фабрика зірок 2»

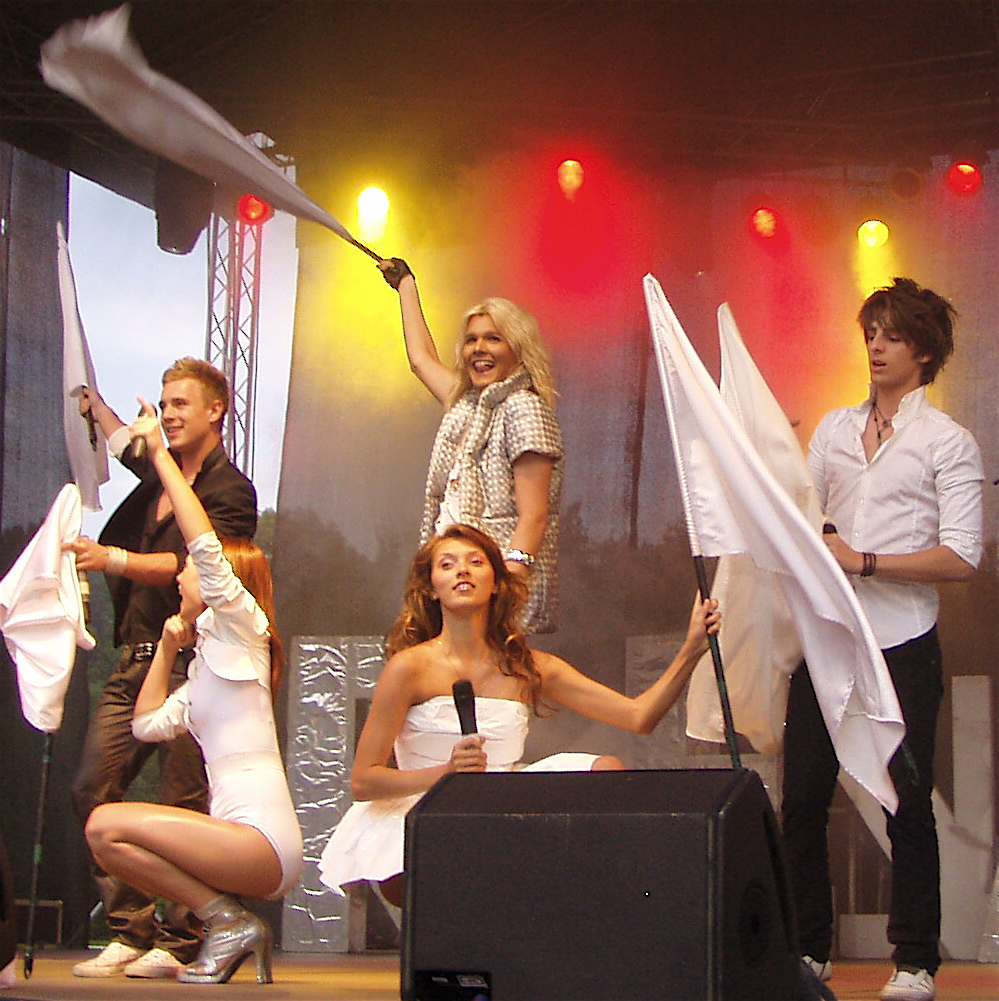
Тур «Фабрика в твоєму місті», 2010

У листопаді 2008 року разом з Вадимом Олійником переміг у проєкті «Фабрика зірок-2», створивши дует «Дантес & Олійник». Продюсерами музикантів є Борис Бронштейн і Наталія Могилевська з продюсерським центром «Talant Group». 4 березня 2010 року відбувся реліз дебютного альбому — «Мне уже 20». Після розпаду гурту ДіО.фільми у квітні 2015 року вибрав кар'єру ведучого.

### Радіо та телебачення
Радіоведучий української радіомовної мережі «Люкс FM».
З жовтня 2012 року веде програму «Ближче до тіла» разом з Вікторією Батуі на Новому каналі.
2014—2015 — ведучий кулінарного тревел-шоу «Їжа, я люблю тебе» на каналі П'ятниця!
З 11 жовтня 2015 року один із тренерів дитячого талант-шоу «Маленькі гіганти» телеканалу «1+1».
Був запрошеною зіркою у четвертому сезоні шоу «Ліга сміху» у 2018 році та тренером джокером у п'ятому сезоні того ж шоу у 2019 році.
2021 рік — суддя шоу «Маскарад» на телеканалі «1+1».
2022—2023 роки — ведучий шоу «Я люблю Україну» на телеканалі «ТЕТ».

### YouTube
2021 — Володимир Дантес запускає своє перше You-Tube шоу «Stand up 380», мета якого познайомити глядача з цікавими українськими стендап-коміками та відкрити український стендап для широкої аудиторії.
2020—2022 рік став ведучим проєкту «Мама, я делаю бизнес», мета якого розповісти про українські стартапи, познайомити з їх засновниками та показати, як розвивається локальний бізнес.
2022—2023 — ведучий тревел-шоу «Мама, я ганяю тачки», мета: доставити авто з Європи в Україну для військових. За словами Володимира під час програми знімають «людей, бізнеси, програми, волонтерські хаби, які продовжують робити щось класне для України»
2023 — ведучий проєкту «Будинок Культури», який знімався на деокупованих територіях. Мета: нагадати та відродити культуру. В кожному випуску Володимир з запрошеним гостем організовують концерт, створюючи переродження в будинках культури.

### Сольна кар'єра

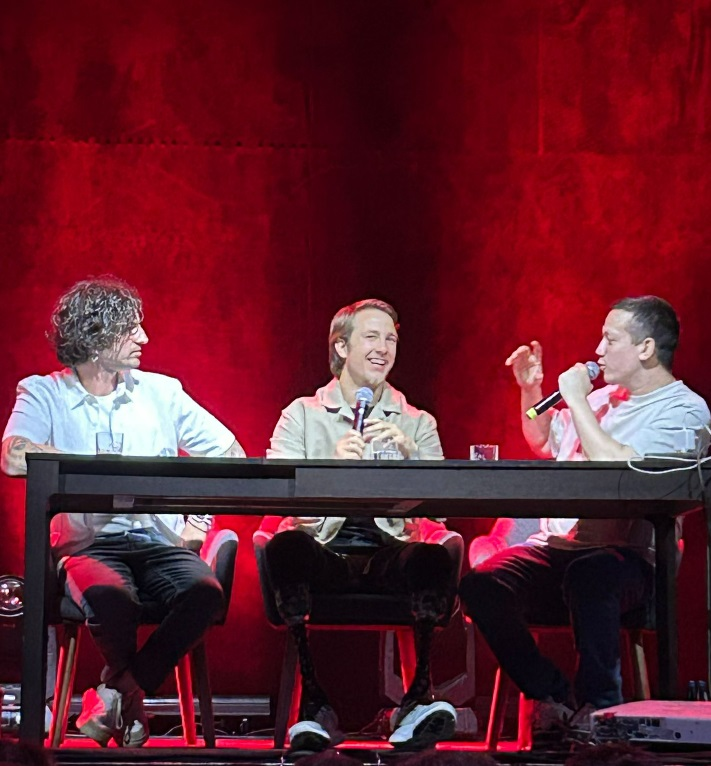
Володимир Дантес, Олександр Терен та Олексій Дурнєв. Шоу «Пожежа» в Кракові, 2024

У 2021 році випустив перший сольний альбом «Твоя любимая музыка». Серед авторів пісень — Надя Дорофєєва, Jerry Heil, Потап, Максим Фадєєв, сам Dantes.
У 2022 році випустив сингли «Обійми», «Not a refugee», «Тільки ми».
У 2023 році випустив сингл «Чуєш» та другий сольний альбом «КИТИ», в який увійшли нові треки «Чуєш», «Кити», «Ми не один народ», «Бути з тобою», «Колискова» та переклад синглів «Девочка Оля», «Саша», «Грустные танцы».

## Дискографія
- Твоя любимая музыка (2021)
- Кити (2023)

## Особисте життя
8 липня 2015 року одружився із солісткою гурту «Время и Стекло» Надією Дорофєєвою. У 2022 році вони розлучились.
З вересня 2022 року у стосунках із Дашою Кацуріною.

## Відеокліпи
| № | Назва             | Рік  | Режисер             |
| - | ----------------- | ---- | ------------------- |
| 1 | «Теперь Тебе 30»  | 2019 | Леонід Колосовський |
| 2 | «Более или Менее» | 2020 | Леонід Колосовський |
| 3 | «Одноклассница»   | 2020 | Леонід Колосовський |
| 4 | «ЕСЛИ БЫ»         | 2020 | Леонід Колосовський |
| 5 | «Грустные танцы»  | 2021 | Леонід Колосовський |
| 6 | «Обійми»          | 2022 |                     |
| 7 | «Not a refugee»   | 2022 |                     |
| 8 | «Чуєш»            | 2023 | Юлія Паскаль        |
| 9 | «Кити»            | 2023 | Юлія Паскаль        |